# Mitridates IV del Pont
Mitridates IV del Pont Filopàtor Filadelf, també anomenat Mitridates VI (en grec antic Mιθριδάτης Φιλoπάτωρ Φιλάδελφoς; mort cap a l'any 150 aC) era rei del Pont.
Era d'origen persa i grec macedònic, segurament fill del misteriós Mitridates III del Pont, i de Laodice, que sembla que era germana d'Antíoc IV. Tenia dos germans, Farnaces I i Laodice, amb la que es va casar en un moment que no es coneix, i no van tenir fills.
Va succeir al seu germà Farnaces I del Pont amb qui apareix en la signatura d'un tractat amb el rei Èumenes II de Pèrgam l'any 179 aC. Pel que se'n dedueix, estava associat al tron i compartia el poder, segons diu Polibi.
Es desconeix quan va assumir el poder, però ja era rei del Pont l'any 154 aC quan va enviar una força auxiliar a Àtal II de Pèrgam en contra del rei de Bitínia Prúsies II. Aquest fet va ser important, ja que va donar inici a la col·laboració del regne del Pont amb la República romana. Va morir potser l'any 150 aC i el va succeir el seu nebot Mitridates V Evergetes, fill de Farnaces.